# Maksymian
Maksymian, Marcus Aurelius Valerius Maximianus, Maximianus Herculius (ur. ok. 250 w Sirmium w Panonii, zm. 310) – cesarz rzymski w latach 286–305, współrządzący z Dioklecjanem.

## Życiorys
Adoptowany przez cesarza Dioklecjana, współrządził od 285 roku. Tytuł augusta otrzymał w 286 roku. Objął władzę nad zachodnią częścią Cesarstwa, gdzie m.in. stłumił powstanie bagaudów w Galii i walczył z uzurpatorem Karauzjuszem w Brytanii. W 293 roku, po ustanowieniu tetrarchii przez Dioklecjana, Maksymian zachował władzę nad Italią, Hiszpanią i Afryką Północną, a na swojego cezara wybrał Konstancjusza.
Z żoną Eutropią miał syna Maksencjusza i córki:
- Teodorę – żonę Konstancjusza,
- Faustę – żonę Konstantyna.

1 maja 305 roku Maksymian razem z Dioklecjanem zrzekli się władzy. Nowymi imperatorami (z tytułem augusta) zostali dotychczasowi cezarowie - na wschodzie Galeriusz, a na zachodzie Konstancjusz, a cezarami – Maksymin Daja i Sewer II.
W roku 306 umierający Konstancjusz wyznaczył na swojego następcę swojego syna Konstantyna. Jednak po śmierci Konstancjusza nowym augustem powinien stać się dotychczasowy cezar – Sewer. Galeriusz poszedł z Konstantynem na kompromis i mianował go cezarem, zaś augustem zachodniej części Cesarstwa został Sewer. Po tych wydarzeniach syn Maksymiana – Maksencjusz, zazdrosny o to, że nie został on cezarem po abdykacji swojego ojca, wykorzystał rozruchy w Rzymie, które wybuchły po decyzji Galeriusza o rozwiązaniu kohort pretorian oraz opodatkowaniu dotychczas wolnych od tego ciężaru mieszkańców stolicy i został przez wojsko obwołany cesarzem. Galeriusz rozkazał przebywającemu w Mediolanie Sewerowi, aby stłumił bunt. W międzyczasie Maksencjusz przyzwał swego ojca Maksymiana do stolicy, aby wspólnie z nim rządzić. Kiedy Sewer nadciągnął wraz ze swoją armią do Rzymu, większość żołnierzy opuściła go i przeszła na stronę swojego dawnego augusta Maksymiana. Sewer uciekł z resztką armii do Rawenny, jednak wkrótce nawiązał rokowania z Maksencjuszem i Maksymianem i poddał się.
W 308 roku Maksymian próbował zdetronizować swojego syna, jednak wojsko opowiedziało się po stronie Maksencjusza, więc Maksymian uciekł do Galii na dwór swojego zięcia Konstantyna. W 310 roku, korzystając z tego, że Konstantyn wyruszył na wojnę przeciw Frankom, po raz kolejny obwołał się augustem, jednak został szybko przez niego pokonany i zamordowany lub zmuszony do samobójstwa.